# Honey Pie
Honey Pie (Lennon/McCartney) är en låt av The Beatles från 1968.

## Låten och inspelningen
John Lennon hånade senare denna Paul McCartneys pastisch på 20-talsmusik (inspelad 1, 2, 4 oktober 1968), vilket mest är en intressant stilövning som visar på McCartneys förmåga att verka inom många olika genrer. Måhända var låten, med arrangemang av George Martin, kanske ett försök vända sig till en äldre publik. Låten kom med på LP:n The Beatles (musikalbum) (White Album), som utgavs i England och USA 22 november respektive 25 november 1968. Trots att låten är en pastisch på 1920- och 1930-talsmusik används en elgitarr som låter som tidiga elgitarrer från 1940-talet. Elgitarrspelet skiljer sig mellan mono- och stereoversionerna av White Album.